# Роска
Роска (исп. rosca, «кольцо» или «бублик») — испанское и португальское хлебобулочное изделие наподобие бейгла, которое едят в Мексике, Южной Америке и других регионах. Его готовят из муки, соли, сахара, масла, дрожжей, воды и приправ. Также называют ka’ake (вероятно, от coca) и «крекерным кольцом по-сирийски». Изделие может быть как сладким, так и несладким. Например, в Уругвае готовят rosca de chicharrones — роску с чичарроном.

## Роскас де Рейес
Roscas de reyes («кольцо королей» или «хлеб трех королей») является известной праздничной вариацией роски. Пирог едят в «Эль-Диа-де-лос-Рейес» («День королей»), который является частью празднования в честь трёх королей, которые посетили младенца Иисуса, чтобы вручить ему дары (традиционно это золото, мирра и благовония). Сам пирог или кекс представляет собой увеличенную сладкую версию пирога волхвов, украшенную карамелизированными фруктами. В зависимости от рецепта используются изюм, молоко, анис, корица, ваниль и разноцветные леденцы.
Внутри пирога можно спрятать одну или несколько пластиковых миниатюрных фигуркок младенца Иисуса. Человек, который его находит, считается счастливым обладателем приза (каким бы он ни был). Во многих традициях человек, который первым найдет фигурку младенца, должен устроить званый обед, а кто найдет ещё одну фигурку, должен принести блюдо для угощения. Званый ужин проводится 2 февраля и называется «Dia de la Virgen de la Cadelaria» («День Девы Марии Каделарии»). Съев пирог, дети оставляют свою обувь у порога, чтобы получить небольшой подарок.

## Галерея

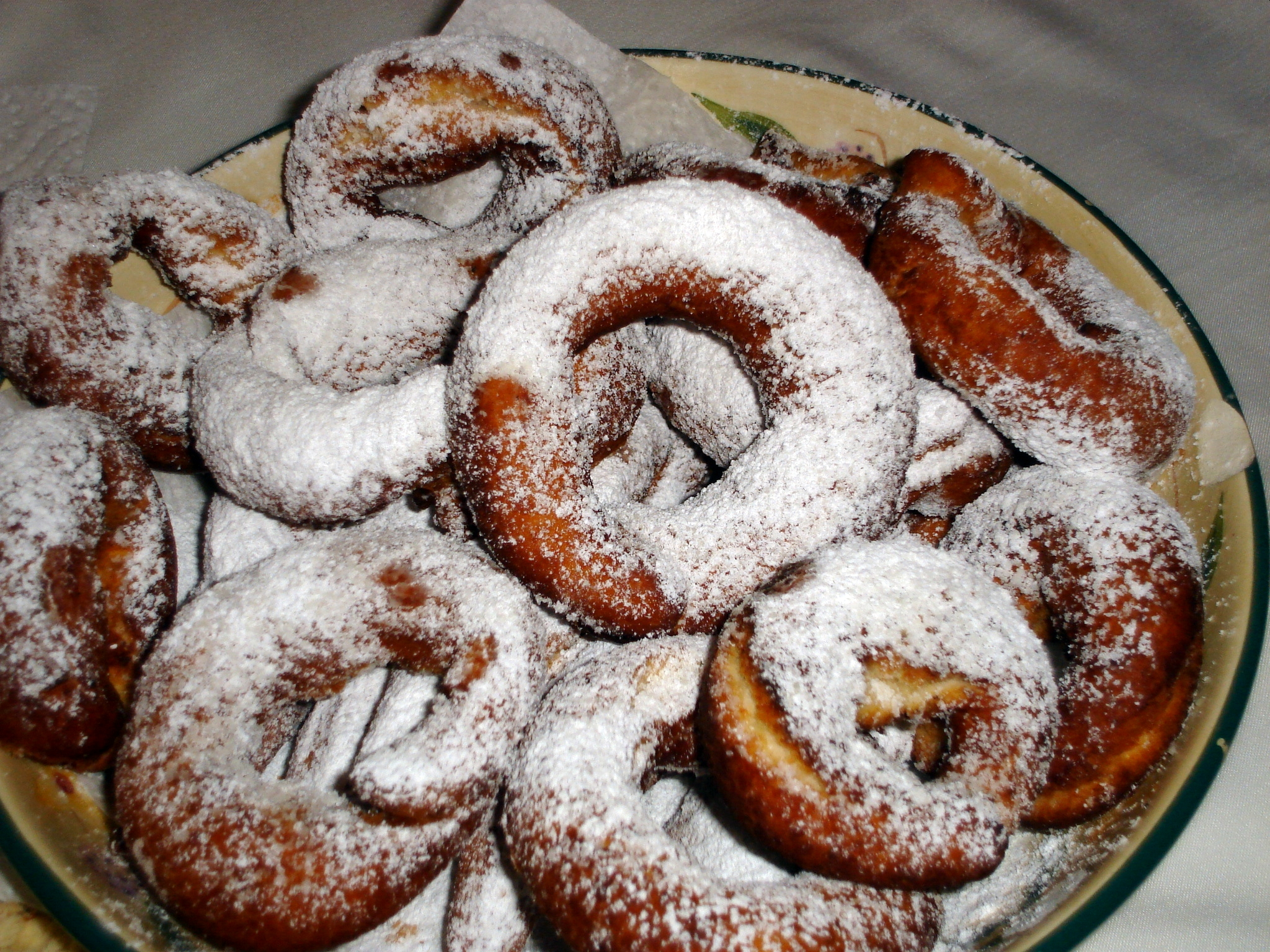
Чилийский роскас
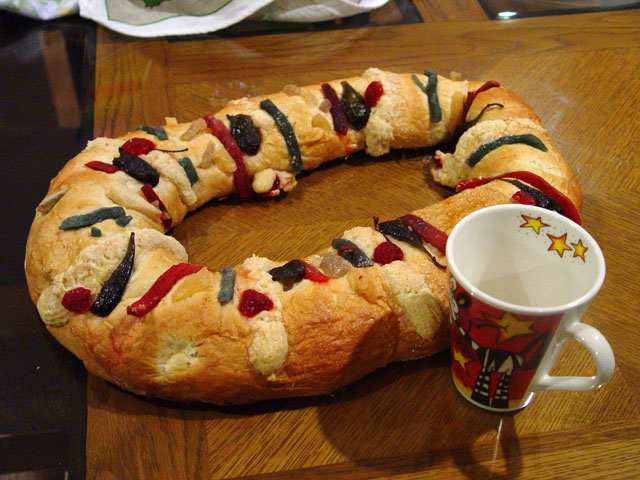
Мексиканский Роскас де рейес
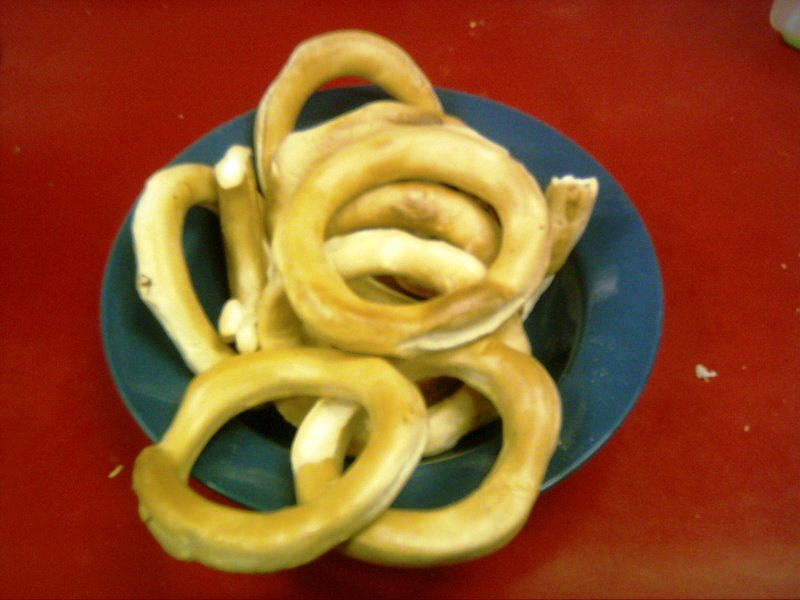
Роскас из Чончи (Чили)
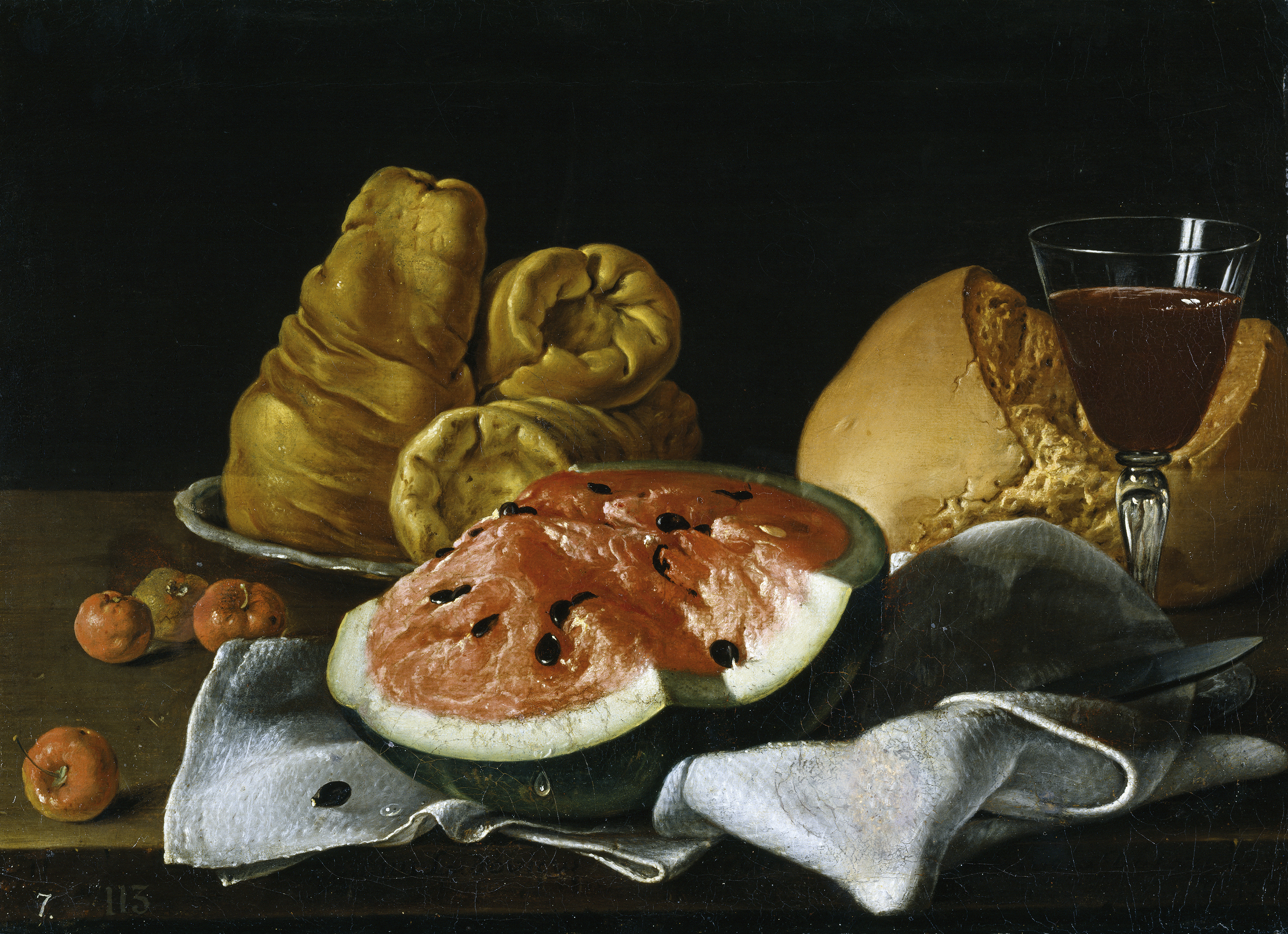
Роска на картине Луиса Мелендеса, 1770